# Стара сграда на Сръбското консулство (Битоля)
Сградата на Сръбското консулство (на македонска литературна норма: Стара зграда на Српскиот конзулат) е архитектурна забележителност в град Битоля, Северна Македония. Разположена е на улица „Св. св. Кирил и Методий“ № 18.

## История
Сградата е построена в края на XIX век. В нея е било разположено сръбското консулство в града.

## Архитектура
Сградата се състои от мазе, приземи и етаж. Неокласическите фасади са разчленени с пиластри, венци и симетрично поставени прозоречни отвори.